# Нукуш
Нукуш — село в Чародинском районе Дагестана. Входит в состав сельского поселения Сельсовет «Ирибский»».

## География
Расположено на р. Тлейсерух (бассейн р. Каракойсу).
Находится в 13 км к югу от с. Цуриб.

## Население
| 1888 | 1895 | 1926 | 1939 | 1970 | 1989 | 2002 |
| ---- | ---- | ---- | ---- | ---- | ---- | ---- |
| 246  | ↗255 | ↘168 | ↗220 | ↗268 | ↘167 | ↘148 |
| 2010 | 2021 |      |      |      |      |      |
| ↗175 | ↘165 |      |      |      |      |      |